# Veisjärve
Veisjärve es una aldea del municipio de Viljandi, en el condado de Viljandi, Estonia, con una población censada a final del año 2011 de 31 habitantes. 
Se encuentra ubicada en el centro-este del condado, cerca de la orilla occidental del lago Võrtsjärv.